# Mimaletis albipennis
Mimaletis albipennis là một loài bướm đêm trong họ Geometridae.